# Nowe Rybie
Nowe Rybie ist eine Ortschaft mit einem Schulzenamt der Landgemeinde Limanowa im Powiat Limanowski der Woiwodschaft Kleinpolen in Polen.

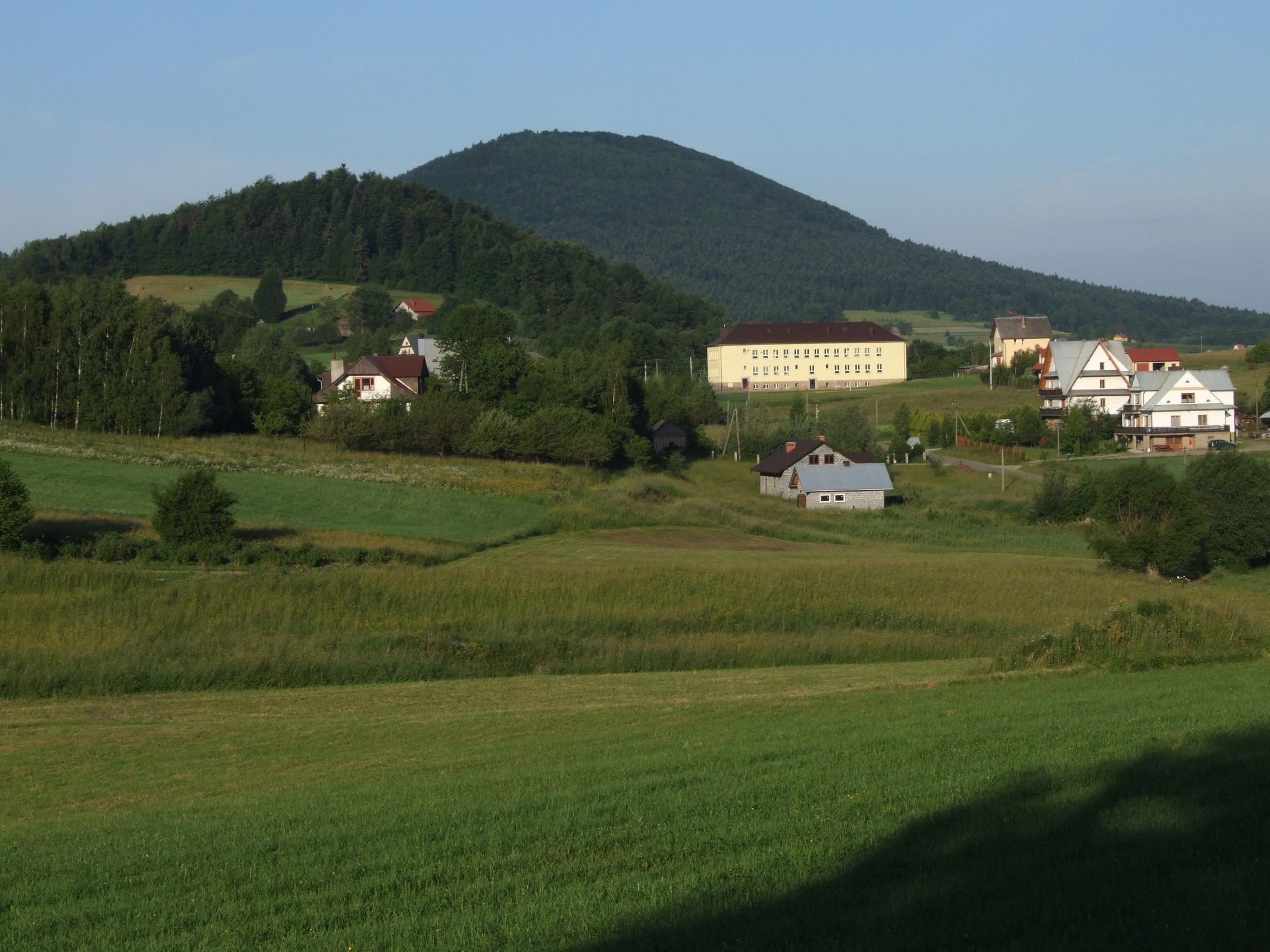
Blick auf das Dorf

## Geographie
Der Ort liegt am Bach Rybski Potok, einem rechten Zufluss der Tarnawka, in den Inselbeskiden, unter dem Berg Jaszczurówka (538 m). Die Nachbarorte sind Szyk im Westen, Stare Rybie im Norden, Kamionna im Osten, Pasierbiec im Südosten, sowie Rupniów im Süden.

## Geschichte
Die Pfarrei wurde um das Jahr 1365 von Spytek Jordan gegründet.
Politisch und administrativ gehörte das private Dorf zum Königreich Polen (ab 1569 in der Adelsrepublik Polen-Litauen), Woiwodschaft Krakau.

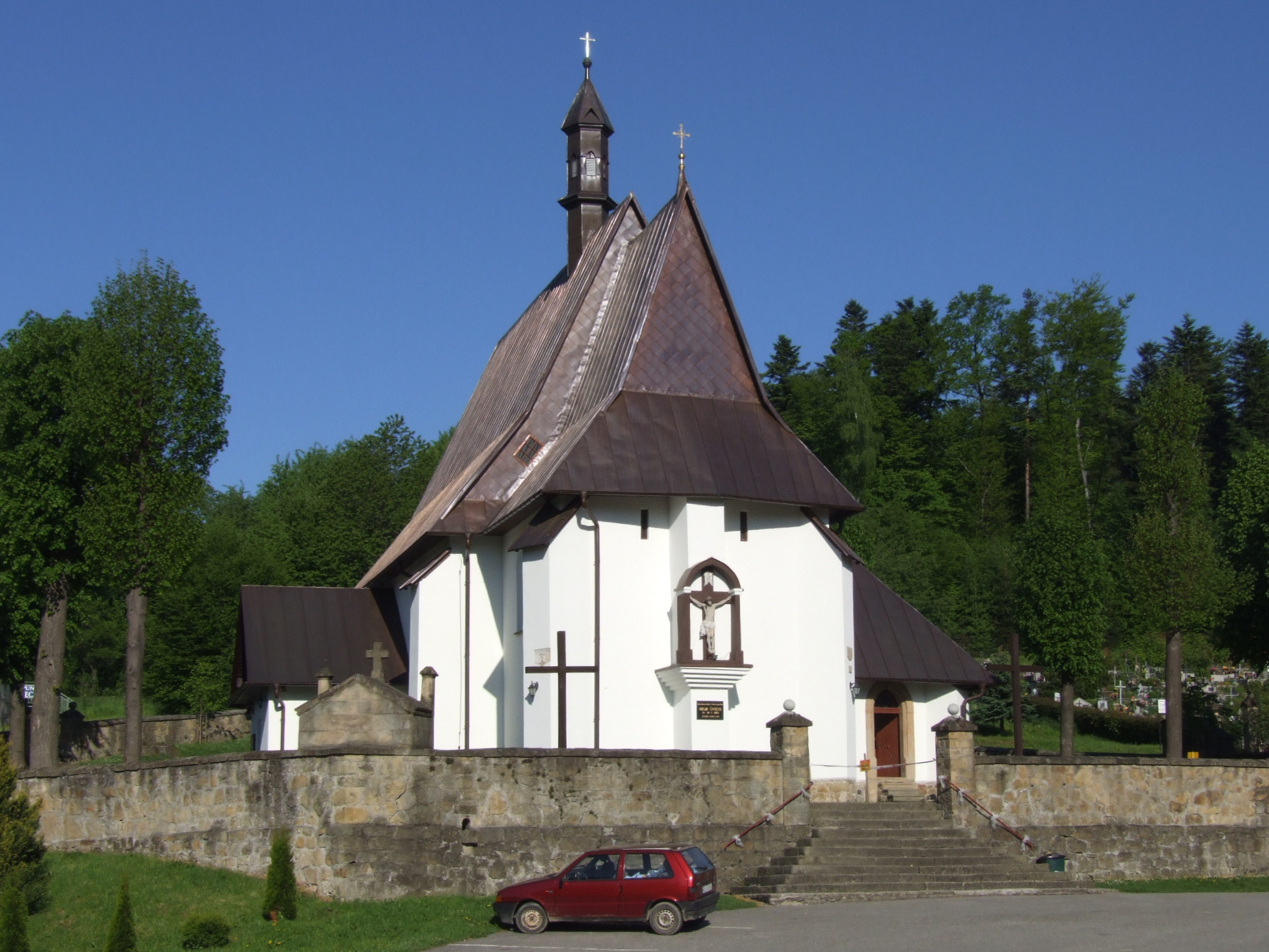
Altkirche

In der Zeit der Reformation gehörte das Dorf zur Familie Rupniowski des Wappens Drużyna. In der Mitte des 16. Jahrhunderts änderte Andrzej Rupniewski die Ortskirche zum Sitz einer arianischen Gemeinde, d. h. der Polnischen Brüder.
Nach der Ersten Teilung Polens kam Nowe Rybie zum neuen Königreich Galizien und Lodomerien des habsburgischen Kaiserreichs (ab 1804).
1918, nach dem Ende des Ersten Weltkriegs und dem Zusammenbruch der k.u.k. Monarchie, kam Nowe Rybie zu Polen. Unterbrochen wurde dies durch die Besetzung Polens durch die Wehrmacht im Zweiten Weltkrieg, während der es zum Distrikt Krakau im Generalgouvernement gehörte.
Von 1975 bis 1998 gehörte Nowe Rybie zur Woiwodschaft Nowy Sącz.

## Sehenswürdigkeiten
- Kirche aus dem frühen 16. Jahrhundert